# Триумф (премия)
Премия «Триумф» — первая российская негосударственная премия в области литературы и искусства, учреждённая в 1991 году. Вручалась с 1992 по 2010 год. Художественным координатором жюри премии на момент её создания являлась Зоя Богуславская. Учредитель — фонд «Триумф-Логоваз», главой попечительского совета которого на момент создания премии являлся Борис Березовский.
Присуждалась за выдающийся вклад в российскую культуру: пять премий за достижения в различных видах литературы и искусства, в том числе одна — литературная. Жюри премии самостоятельно определяло номинантов. Лауреат получал ювелирную статуэтку «Золотой эльф», выполненную дизайнером-ювелиром Алексеем Солдатовым по эскизу Эрнста Неизвестного, и денежное вознаграждение. Денежный эквивалент — $50 000. Вручалась в Москве в Музее изобразительных искусств имени А. С. Пушкина.

## Порядок присуждения премии
Согласно Положению о присуждении премии лауреатом может стать «представитель любого вида искусства, внесший выдающийся вклад в отечественную культуру или уходящий корнями в неё, независимо от места жительства и гражданства». Последняя оговорка позволяет вручать премию не только гражданам России, но и представителям других государств, и в разные годы лауреатами становились граждане Грузии, Эстонии, Латвии, Белоруссии и Украины.
Единственным отступлением от «Положения…» стало присуждение «Триумфа» журналисту Юрию Росту, которого нельзя отнести к представителям того или иного вида искусств.
Определение лауреатов происходило посредством выдвижения кандидатов членами жюри и дальнейшего закрытого обсуждения. Председатель жюри ежегодно менялся. Имена лауреатов объявлялись в начале декабря, а церемония награждения проходила в январе следующего года в стенах Пушкинского музея. В 1992—2009 годах лауреатами премии становились 4-6 человек, однако в 2010 г. было названо лишь три имени. По словам Зои Богуславской, «таковы были результаты голосования».
Наряду с «большим Триумфом» с 2000 года присуждался так называемый «малый» или «молодёжный Триумф». Каждый из членов жюри мог выдвинуть на него своего лауреата без обсуждения.

## Лауреаты премии

### 1992 год
- публицист Сергей Аверинцев;
- балерина Нина Ананиашвили;
- художник Дмитрий Краснопевцев;
- театральный режиссёр Лев Додин;
- актриса Татьяна Шестакова;
- композитор Альфред Шнитке.

### 1993 год
- поэт Белла Ахмадулина;
- актриса Инна Чурикова;
- писатель Михаил Жванецкий;
- кинорежиссёр Отар Иоселиани;
- музыкант Святослав Рихтер.

### 1994 год
- художник Давид Боровский;
- писатель Виктор Астафьев;
- дирижёр Евгений Колобов;
- актёр Олег Меньшиков;
- кинооператор Вадим Юсов;

### 1995 год
- писатель Юрий Давыдов;
- кинорежиссёр Кира Муратова;
- мультипликатор Юрий Норштейн;
- хореограф Борис Эйфман.

### 1996 год
- писатель Владимир Войнович;
- сценарист Резо Габриадзе;
- пианист Евгений Кисин;
- писатель Леонид Филатов;
- кинорежиссёр Рустам Хамдамов;

### 1997 год
- писатель Светлана Алексиевич;
- музыкант Борис Гребенщиков;
- режиссёр-документалист Виктор Косаковский;
- хореограф Игорь Моисеев;
- композитор Арво Пярт.

### 1998 год
- режиссёр Алексей Герман-старший;
- писатель Фазиль Искандер;
- композитор Гия Канчели;
- балерина и искусствовед Вера Красовская;
- театральный режиссёр Юрий Любимов.

### 1999 год
- писатель Василь Быков;
- драматург Александр Володин;
- дирижёр Валерий Гергиев;
- актриса Марина Неёлова;
- артист цирка Вячеслав Полунин.

### 2000 год
- театральный режиссёр Анатолий Васильев;
- художник Игорь Попов;
- скрипач и дирижёр Гидон Кремер;
- поэт Юнна Мориц
- балерина Майя Плисецкая;
- журналист Юрий Рост.

Впервые лауреатами молодёжной премии «Триумф» стали: Полина Агуреева — актриса театра, Наталья Балахничева — балерина, Карен Газарян — театральный критик, Максим Галкин — исполнитель сатирических новелл, Екатерина Голицына — фотомастер, Евгений Гришковец — драматург, исполнитель, Андрей Дойников — пианист, ксилофонист, Марина Жукова — солистка оперы, Дмитрий Илугдин — пианист, исполнитель на синтезаторе, Дина Корзун — актриса театра и кино, Вера Костина — художник-график, Алексей Кравченко — актёр театра и кино, Ирина Линдт — актриса театра и кино, Алексей Лундин — скрипач, Андрей Лысиков (Дельфин) — поэт, исполнитель, Елена Невежина — театральный режиссёр, Галина Тюнина — актриса театра и кино, Чулпан Хаматова — актриса театра и кино, Евгений Шестаков — писатель-сатирик, Глеб Шульпяков — поэт.

### 2001 год
- кинорежиссёр Георгий Данелия;
- актёр Евгений Миронов;
- писатель Татьяна Толстая;
- театральный режиссёр Пётр Фоменко;
- актриса Алиса Фрейндлих.

Обладатели молодёжной премии «Триумф»: художники Андрей Бартенев и Игорь Козлов, сценаристка и актриса Рената Литвинова, поэтесса Альбина Абсалямова и поэт Санджар Янышев, режиссёр театра и кино Кирилл Серебренников, театральный режиссёр Миндаугас Карбаускис, актриса театра Анна Дубровская, пианисты Мирослав Култышев, Полина Осетинская и Александр Мельников, скрипачки Елена Ревич и Юстина Аполлонская, балерины Светлана Лунькина и Александра Тимофеева, скульптор Максим Малашенко, актриса Юлия Новикова, актёр Алексей Панин, певец Дмитрий Корчак и композитор Александр Чернышов (автор симфонического гимна /исп. БСО «Новая Россия» п/у Юрия Башмета/, звучащего на церемонии награждения лауреатов).
Гимн «Триумф» (фрагмент)

### 2002 год
- виолончелистка Наталья Гутман;
- писатель Людмила Петрушевская;
- художник Наталья Нестерова;
- кинорежиссёр Александр Сокуров;
- скрипач Виктор Третьяков.

Лауреатами молодёжной премии «Триумф» стали: актёры Максим Аверин, Александр Усов и Алексей Колган, актрисы Теона Дольникова, Светлана Тимофеева-Летуновская, Елена Морозова и Наталья Щукина, скрипачи Елизавета Рыбенцева, Николай Алтынов и Феликс Лахути, пианист Сергей Соболев, виолончелист Александр Бузлов, артист балета Роман Артюшкин, солистка балета Екатерина Шипулина, театральный художник Николай Симонов, исполнитель русских романсов Олег Погудин, композитор Лев Слепнер, поэтесса Елена Исаева, журналист Михаил Козырев и критик Алла Шендерова.

### 2003 год
- актёр и режиссёр Алексей Баталов;
- композитор и дирижёр Олег Лундстрем;
- дирижёр Юрий Темирканов;
- артист балета Николай Цискаридзе;
- поэт Елена Шварц.

Молодёжную премию «Триумф» вручили: кинорежиссёру Петру Буслову, театральному режиссёру Нине Чусовой, актёрам Марату Башарову и Игорю Петренко, актрисе Виктории Толстогановой, актёру и драматургу Ивану Вырыпаеву, поэту Павлу Чечёткину, поэтессам Линор Горалик и Инге Кузнецовой, певице, композитору и автору песен Земфире, гобоисту Дмитрию Булгакову, вокалистке Александре Шерлинг, саксофонистке Асе Фатеевой, пианисткам Екатерине Мечетининой и Александре Соломиной, художницам Юлии Гуковой и Наталье Ситниковой, балерине Кристине Кретовой и солисту балета Сергею Смирнову.

### 2004 год
- кинорежиссёр Марлен Хуциев;
- художник и сценограф Сергей Бархин;
- балерина Ульяна Лопаткина;
- театральный режиссёр Кама Гинкас;
- хормейстер Виктор Попов.

Лауреаты молодёжной премии: Диана Арбенина — композитор и поэт, солистка группы «Ночные снайперы», Ксения Башмет — пианистка, Никита Власов — аккордеонист, Игорь Волошин — кинорежиссёр, Игорь Горский — композитор и пианист, Андрей Денников — актёр, режиссёр, художник по куклам, Михаил Евланов — актёр кино, Ольга Золотова — пианистка, Юрий Колокольников — актёр театра и кино, Полина Кутепова — актриса театра и кино, Миранда (Миранда Мирианашвили) — певица, Анна Никулина — балерина, Инга Стрелкова-Оболдина — актриса театра и кино, Кирилл Пирогов — актёр театра и кино, Ольга Полторацкая — певица (сопрано), Ксения Раппопорт — актриса театра и кино, Мария Суворова — художница, Дмитрий Тонконогов — поэт, Вадим Холоденко — пианист, Дмитрий Черняков — режиссёр.

### 2005 год
- режиссёр Марк Захаров;
- пианист Михаил Плетнёв;
- кинорежиссёр Пётр Тодоровский;
- художник Олег Целко́в;
- поэт Олег Чухонцев.

Лауреатами молодёжной премии «Триумф» стали: Мария Ботева — прозаик, Татьяна Васильева — виолончелистка, Марианна Гейде — поэт, Александр Демахин — драматург, Павел Деревянко — актёр, Сергей Карякин — актёр, Ася Корепанова — пианистка, Анна Королёва — саксофонистка, Евгения Крюкова — актриса, Михаил Мартынюк — танцовщик, Алексей Огринчук — гобоист, Анна Окунева — балерина, Владимир Панков — актёр, Евгений Писарев — актёр, Александр Расторгуев — кинорежиссёр-документалист, Павел Санаев — прозаик, Анастасия Хохрякова — художница, Эдуард Чекмазов — актёр, Юрий Чурсин — актёр, Ростислав Шараевский — ударник.

### 2006 год
- музыкант Юрий Шевчук;
- композитор Софья Губайдулина;
- кинорежиссёр Эльдар Рязанов;
- актёр Богдан Ступка.

Молодёжный «Триумф» получили: солист балета Большого театра Иван Васильев, актёры театра и кино Марина Александрова, Тимур Боканча, Яна Есипович, Наталья Курдюбова, Яна Сексте, Артур Смольянинов, прозаики Лаша Бугадзе и Евгений Абдуллаев (стихи и прозу публикует под псевдонимом Сухбат Афлатуни), пианисты Владимир Гурьянов, Алексей Чернаков, органистка Анастасия Черток, кинорежиссёр Павел Лобан, скрипач Влад Оганесьянц, балерина Наталья Сомова, режиссёр-документалист Евгений Григорьев, писатель и кинокритик Антон Долин.

### 2007 год
- сценарист и писатель Юрий Арабов;
- композитор Алексей Рыбников;
- мультипликатор Александр Петров;
- театральный художник Эдуард Кочергин.

Молодёжная премия «Триумф» присуждена: гобоисту Сергею Финоедову, флейтисту Артёму Науменко, пианистке Ксении Зиновьевой, скрипачке Алене Баевой, певицам Юлиане Рогачёвой, Екатерине Бакановой и Пелагее Хановой (Пелагее), солисту балета Роберту Габдуллину, балерине Елене Кабановой, актёрам Степану Морозову и Дмитрию Волкову, авторам документальных фильмов Павлу Костомарову и Антуану Каттину, актрисам Марине Александровой, Ирине Максимкиной, Алисе Гребенщиковой и Ирине Пеговой, режиссёру монтажа Дарье Даниловой, кинорежиссёрам Анне Меликян, Борису Хлебникову и Алексею Попогребскому.

### 2008 год
Лауреатами 2008 года стали:
- режиссёр Борис Покровский;
- пианист Александр Мельников;
- художница Татьяна Назаренко;
- актёры Константин Райкин и Олег Янковский.

Молодёжную премию получили: Богомолов Константин — театральный режиссёр, Шушкалов Степан — кинорежиссёр, Лясс Фёдор — кинооператор, Стычкин Евгений — актёр, актрисы Боярская Елизавета, Великанова Елена, Исакова Виктория и Калинина Елена, Конаев Сергей — театральный критик, Ванюшина Юлия — пианистка, Андрианов Борис — виолончелист, Меринг Михаил — кларнетист, Воронцова Анжелина — балерина, Овчаренко Артём — солист балета, Кулаков Александр — артист цирка (жонглёр), певицы Кузнецова Христина и Юлия Лежнева, а также филолог Марина Смирнова.

### 2009 год
Лауреатами 2009 года стали:
- хормейстер Владимир Минин;
- писатель Евгений Попов;
- историк театра Анатолий Смелянский;
- композитор Владимир Тарасов;
- оперный режиссёр Дмитрий Черняков.

Лауреатами молодёжной премии были названы: солистки оперы Екатерина Щербаченко и Анна Аглатова, джазовый барабанщик Пётр Ившин, поэты Анна Русс и Тая Ларина, актёры Дмитрий Куличков, Пётр Фёдоров, Мария Машкова, Ольга Сутулова, Наталья Швец, Ксения Лаврова-Глинка и Екатерина Мигицко, режиссёр театра Олеся Невмержицкая, фотограф Арсений Гробовников, актриса и композитор Анна Соловьёва-Друбич, композитор и пианистка Арпине Калинина, солистка балета Дарья Хохлова, солист оперы Василий Ладюк, художники Борис Канторович и художник-ювелир Владимир Маркин.

### 2010 год
Лауреатами премии 2010 года стали:
- режиссёр-аниматор Гарри Бардин,
- оперная певица Хибла Герзмава,
- писатель Вячеслав Пьецух.

Молодёжная премия была присуждена: актрисам Светлане Колпаковой (МХТ им. А. П. Чехова), Надежде Тележинской (театр на Малой Бронной), актёрам Игорю Коняхину («Ленком»), Игорю Хрипунову (МХТ им. А. П. Чехова), Антону Шагину («Ленком»), театральному режиссёру Дмитрию Егорову, певицам Алевтине Яровой (сопрано, Большой театр), Наталье Тереховой, Анастасии Белуковой, солисту балета Большого театра Владиславу Лантратову, прозаику Алисе Ганиевой (псевдоним Гулла Хирачев), пианисту Николаю Медведеву, дирижёру Константину Чудовскому («Геликон-опера»), альтисту Андрею Усову, художнику кино Ломакиной Марфе, художнику-аниматору Антону Кокареву, скульптору Ивану Балашову и тринадцатилетней поэтессе Ксении Станишевской.

## Триумф-Наука
В 2000 года фондом «Триумф-Новый Век» была учреждена научная премия для российских учёных, занимающихся фундаментальными и теоретическими исследованиями, за «весомый вклад в развитие отечественной и мировой науки». Состав жюри формировался совместно с Президиумом Российской академии наук, в него входили ректор МГУ Виктор Садовничий, директор ФИАН Геннадий Месяц, глава Института всеобщей истории РАН Александр Чубарьян, вице-президенты РАН Николай Лаверов и Анатолий Григорьев. Председателем жюри был академик Юрий Рыжов. Размер премии составлял 50 тысяч долларов.
| Год  | Лауреаты               | Область                      |
| ---- | ---------------------- | ---------------------------- |
| 2003 | Александр Андреев      | Физико-математические науки  |
| 2003 | Генрих Новожилов       | Технические науки            |
| 2003 | Владимир Тартаковский  | Химия и науки о материалах   |
| 2003 | Олег Газенко           | Науки о жизни и медицина     |
| 2003 | Борис Соколов          | Науки о Земле                |
| 2003 | Григорий Бонгард-Левин | Гуманитарные науки           |
| 2005 | Евгений Аврорин        | Физико-математические науки  |
| 2005 | Александр Коновалов    | Химия и науки о материалах   |
| 2005 | Александр Спирин       | Науки о жизни и медицина     |
| 2005 | Горимир Чёрный         | Механика и технические науки |
| 2005 | Алексей Конторович     | Науки о Земле                |
| 2005 | Анатолий Деревянко     | Гуманитарные науки           |
| 2006 | Юрий Каган             | Физико-математические науки  |
| 2006 | Николай Платэ          | Химия и науки о материалах   |
| 2006 | Анатолий Григорьев     | Науки о жизни и медицина     |
| 2006 | Аркадий Шипунов        | Механика и технические науки |
| 2006 | Николай Юшкин          | Науки о Земле                |
| 2006 | Ясен Засурский         | Гуманитарные науки           |
| 2007 | Сергей Никольский      | Физико-математические науки  |
| 2007 | Олег Чупахин           | Химия и науки о материалах   |
| 2007 | Вадим Агол             | Науки о жизни и медицина     |
| 2007 | Георгий Бюшгенс        | Механика и технические науки |
| 2007 | Глеб Добровольский     | Науки о Земле                |
| 2007 | Ирина Антонова         | Гуманитарные науки           |
| 2008 | Алексей Фридман        | Физико-математические науки  |
| 2008 | Марат Тищенко          | Механика и технические науки |
| 2008 | Александр Лисицын      | Науки о Земле                |
| 2008 | Михаил Давыдов         | Науки о жизни и медицина     |
| 2008 | Теодор Ойзерман        | Гуманитарные науки           |
| 2008 | Анатолий Бучаченко     | Химические науки             |
| 2009 | Андрей Славнов         | Физико-математические науки  |
| 2009 | Фёдор Решетников       | Химия и науки о материалах   |
| 2009 | Юрий Наточин           | Науки о жизни и медицина     |
| 2009 | Владимир Титов         | Механика и технические науки |
| 2009 | Олег Богатиков         | Науки о Земле                |
| 2009 | Сигурд Шмидт           | Гуманитарные науки           |
| 2010 | Валерий Козлов         | Физико-математические науки  |
| 2010 | Генрих Толстиков       | Химия и науки о материалах   |
| 2010 | Андрей Воробьев        | Науки о жизни и медицина     |
| 2010 | Виктор Легостаев       | Механика и технические науки |
| 2010 | Сергей Федотов         | Науки о Земле                |
| 2010 | Евгений Примаков       | Гуманитарные науки           |